# ألفرد دوغان
ألفرد دوغان (بالإنجليزية: Alfred Duggan)‏ (1903، بوينس آيرس في الأرجنتين - 1964)؛ مؤرخ، كاتب وروائي بريطاني.